# Bernard Morreel
Bernard Morreel is een Belgische voetballer die vanaf de zomer van 2013 bij KFC Diest speelt. Daarvoor speelde hij bij onder andere OH Leuven, Olympia Wijgmaal, Stade Leuven, Zwarte Duivels Oud-Heverlee, Lommel United en KVK Tienen. Zijn favoriete positie is die van verdedigende middenvelder.